# جمل أسترالي

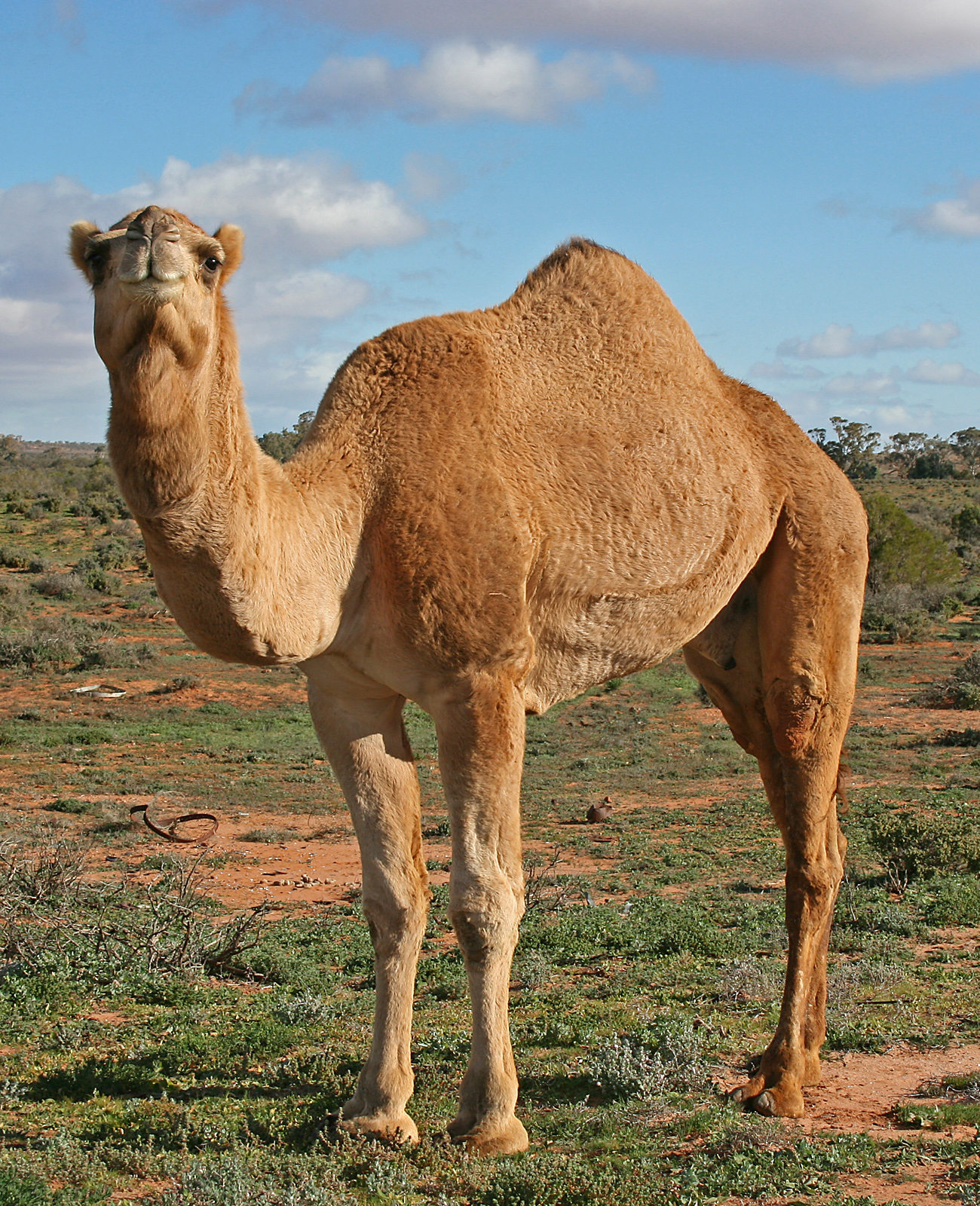
جمل بري في المناطق النائية الأسترالية بالقرب من سيلفرتون، نيو ساوث ويلز.

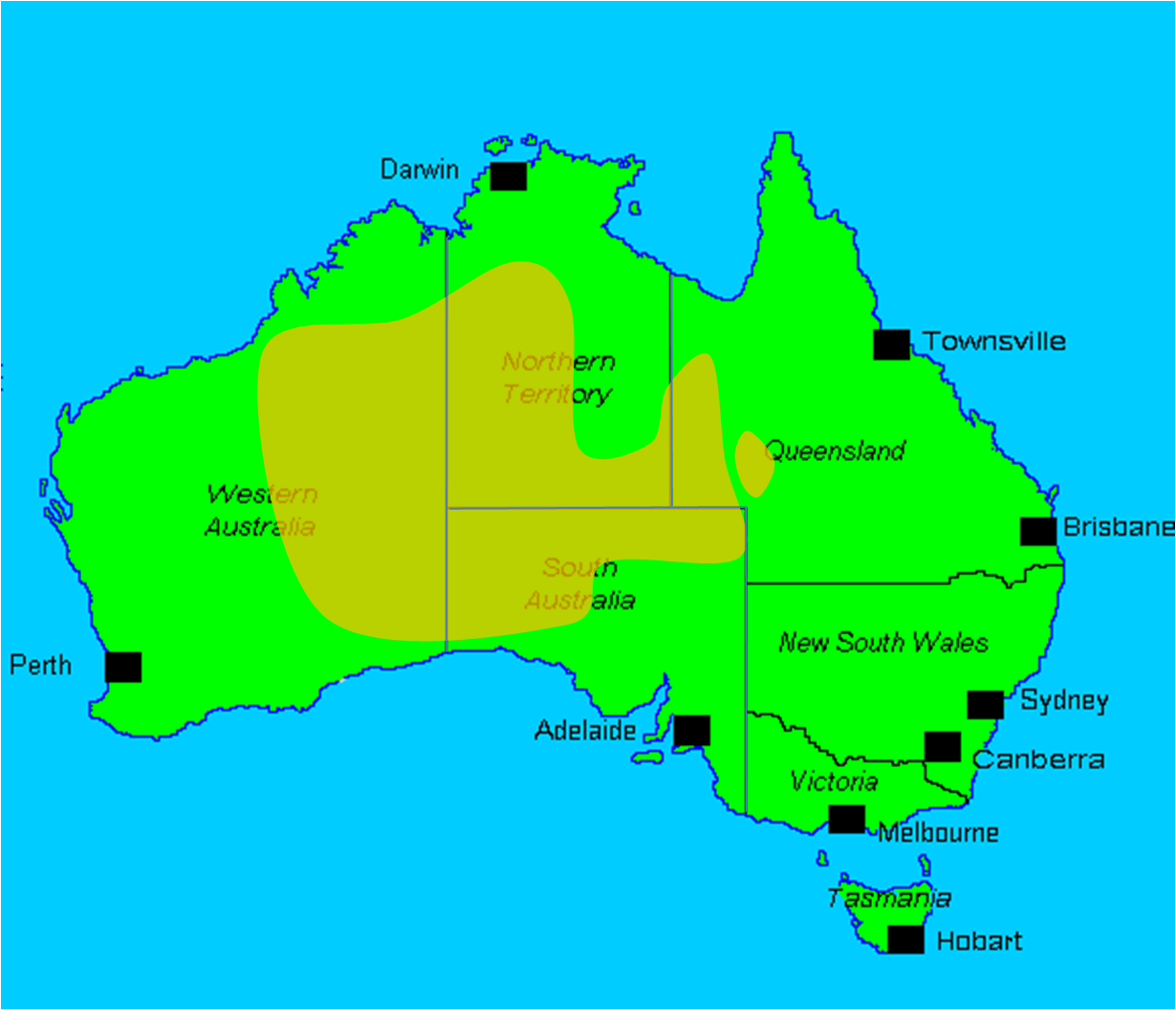
تواجد الإبل (باللون البني) في أستراليا.

الجمال الأسترالية هي الجمال التي أدخلها الأوروبيين إلى أستراليا في القرن التاسع عشر والتي تم إطلاقها لاحقًا في البرية. بلغ عدد رؤوسها، وفقًا للتقديرات الرسمية، حوالي مليون رأس من الإبل البرية في عام 2010، والتي تعيش بشكل أساسي في مناطق ذات مناخات قاحلة. يعيش ٪50 منهم في غرب أستراليا، و25٪ في الإقليم الشمالي و25٪ في كوينزلاند والجزء الشمالي من جنوب أستراليا؛ وبذلك يشغلون مساحة قدرها 3.33 مليون كيلومتر مربع.

## تاريخ
تم جلب الحيوانات الأولى من قبل البريطانيين في أربعينيات القرن التاسع عشر كحيوانات لحمل الأثقال من أجل استكشاف المناطق الداخلية من أستراليا؛ في وقت لاحق، تم استخدام سائقي الجمال، ومعظمهم من الهند وأفغانستان. كانت الجمال العربية مثالية لتطوير المناطق الداخلية الأسترالية القاحلة، وذلك بفضل قدرتها على التكيف مع المساحات ذات الظروف المعيشية القاسية.
قبل ذلك الوقت، كان الجمل العربي غير معروف في أستراليا. وبعد أن حلت محله العربات والشاحنات للنقل في عشرينيات القرن الماضي ، تم إطلاق الجمال في البرية. في غياب الحيوانات المفترسة الطبيعية، كانوا قادرين على التكاثر في سلام. عادت القطعان إلى البرية (ظاهرة التوحش) وتزايدت بشكل كبير (تتضاعف من 8 إلى 12 سنة) ربما تتجاوز مليون رأس في الوقت الحاضر. تشكل الآن تهديدًا للحياة البرية والمناظر الطبيعية في أستراليا، وتتعتبر مخربة. وهكذا، خلال موسم الجفاف لعام 2009، جاء حوالي 6 000 الجمال بحثًا عن الماء وقاموا بمحاصرة بلدة كالتوكاتجارا الصغيرة (المسماة (بالإنجليزية: Docker River)‏).

### سائقي الهجن المسلمين
لا يزال بعض السكان الأصليين يتذكرون المرات الأولى التي رأوا فيها الجمال. يقول رجل من سكان وسط أستراليا، يدعى آندي تجيلاري، إنه عندما كان طفلاً كان يخيم مع أسرته عندما وصل رجل يمتطي الإبل ويبحث عن فروة رأس الدينغو. وصف كيف، أنه بعد تبديد المفاجأة الأولى، تبع الجمال مع عائلته وقام بتقليد الجمال والتحدث معهم. قاده هذا الاكتشاف إلى الاعتقاد بأن «هذا الحصان لا يعرف أي شيء».
عندما غامر سائقو الجمال المسلمين بالتوغل أكثر في المناطق الداخلية من البلاد، اكتشفوا تنوعًا كبيرًا من مجموعات السكان الأصليين. تم تطوير تبادل للمهارات والمعرفة والسلع بسرعة. ساعد بعض سائقي الجمال السكان الأصليين من خلال جلب السلع التجارية التقليدية لهم بما في ذلك الصباغ الأحمر أو بيتوري، وهو نبات مخدر، على طول طرق التجارة القديمة مثل مسار بيردسفيل. كما جلب سائقي الجمال بضائع جديدة مثل السكر والشاي والتبغ والملابس والأدوات المعدنية إلى مجموعات السكان الأصليين البعيدة. قام السكان الأصليون بدمج شعر الإبل في صناعاتهم التقليدية وقدموا معلومات عن نقاط المياه في الصحراء والموارد النباتية. قام بعض سائقي الجمال بتوظيف رجال ونساء من السكان الأصليين لمساعدتهم في رحلاتهم الطويلة في الصحراء. تلا ذلك تكوين صداقات دائمة وحتى عقد عدد قليل من الزيجات.
خلال الثلاثينيات من القرن الماضي، عندما أزاح النقل الآلي سائقي الجمال تدريجياً، أتيحت الفرصة للسكان الأصليين. لقد تعلموا ركوب الإبل وكسبوا حيواناتهم الخاص، مما زاد من حركتهم واستقلاليتهم في مجتمع حدودي سريع التغير.

## تحديد القطيع
بهدف الحد من انبعاثات ثنائي أكسيد الكربون، أطلقت الدولة الأسترالية حملة لقتل الجمال.من حيث تأثيرها على المناخ يبعث الجمل 45 كيلوغرام من غاز الميثان سنويا، أو طن واحد من ثنائي أكسيد الكربون. وعلى سبيل المقارنة، مليون رأس من الإبل الأسترالية يبعث من الكربون مثل ما تبعثه 300000 سيارة لذلك تقدم الدولة الأسترالية 75 دولارًا أستراليًا (ما يعادل 56 يورو) من أجل جمل مقتول.

## لحم الإبل
يتم تصدير عشرات الآلاف من الإبل الجيدة كل عام من أجل إنتاج اللحوم إلى الشرق الأوسط. وهذا يمثل قرابة 1.52 مليون دولار أمريكي.

## مذكرات ومراجع
1. ↑  independentweekly.com.au, The Independent Weekly, Larine Statham: Row simmers over camel cull, 26 février 2010 نسخة محفوظة 2022-01-27 على موقع واي باك مشين.
2. ↑  Plage und Attraktion. Wilde Kamele in Australien auf n-tv.de, accédé le 12 février 2010 نسخة محفوظة 2020-09-27 على موقع واي باك مشين.
3. ↑  gov.au sur les chameaux نسخة محفوظة 2006-12-20 على موقع واي باك مشين.
4. ↑  http://www.nretas.nt.gov.au/plants-and-animals/animals/feral/camel نسخة محفوظة 2012-03-26 على موقع واي باك مشين.
5. ↑  Brain، Caddie (17 septembre 2012). "White man's emu". Australian Broadcasting Corporation. مؤرشف من الأصل في 2022-01-27. اطلع عليه بتاريخ 6 mars 2016. {{استشهاد بدورية محكمة}}: تحقق من التاريخ في: |تاريخ الوصول= و|تاريخ= (مساعدة)
6. ↑  "Cameleers and Aboriginal people". Australia's Muslim Cameleers. South Australian Museum. مؤرشف من الأصل في 2017-09-05. اطلع عليه بتاريخ 6 mars 2016. {{استشهاد ويب}}: تحقق من التاريخ في: |تاريخ الوصول= (مساعدة)
7. ↑  "L'Australie veut tuer les dromadaires pour sauver le climat". www.20minutes.fr. مؤرشف من الأصل في 2021-04-27.
8. ↑  http://cameldes.cirad.fr/fr/curieux/export.html%5Bوصلة+مكسورة%5D

## انظر كذلك

### مقالات ذات صلة
- جمل
- قائمة سلالات الإبل